# جاي إي. ميتشيل
جاي إي. ميتشيل (بالإنجليزية: J. E. Mitchell)‏ هو صحفي أمريكي، ولد في 1 أغسطس 1876 في مقاطعة كوسا في الولايات المتحدة، وتوفي في 1953.